# 機動戦士ガンダムの登場人物 ジオン公国軍 (あ行-さ行)
機動戦士ガンダムの登場人物 ジオン公国軍（きどうせんしガンダムのとうじょうじんぶつ ジオンこうこくぐん）は、テレビアニメおよびアニメーション映画『機動戦士ガンダム』に登場する架空の人物のうち、ジオン公国軍の軍人および軍属、またはジオン公国の政治家など、主にジオンに関わる非民間人の内、あ行からさ行の人物を列挙する。
担当声優は特筆がない限りはテレビ版での配役。テレビ版にて複数の声優が演じていた場合の担当話数については「ガンダム・エイジ ガンプラ世代のためのガンダム読本」を参照とする。
民間人に関しては機動戦士ガンダムの登場人物 民間人を、地球連邦軍に所属している人物は機動戦士ガンダムの登場人物 地球連邦軍を参照。また、特に説明が必要な人物は各人の項目を、ザビ家に属する人物に関してはザビ家を、黒い三連星に関しては黒い三連星を参照。

## 個別記事のある人物
以下の人物は各人の項目を参照。
- クスコ・アル
- クラウレ・ハモン
- シャア・アズナブル
- シャリア・ブル

以下の人物はザビ家を参照。
- ガルマ・ザビ
- キシリア・ザビ
- ギレン・ザビ
- サスロ・ザビ
- ゼナ・ザビ

以下の人物は黒い三連星を参照。
- オルテガ
- ガイア

## ア行

### 赤鼻（アカハナ）
Akahana
声 - 永井一郎（テレビ版） / 池田勝（劇場版II） / 加藤治（ギレンの野望） / 宝亀克寿（特別版）
ジオン公国突撃機動軍戦略海洋諜報部隊に所属する爆発物エキスパートの特殊工作員。階級は少尉で、工作員のリーダー格。あだ名の通り真っ赤な（茶色にも見える）鼻が特徴で、作中では黒にも見える茶色の潜水服を着込んでいる。作中終始「赤鼻」と呼ばれているが本名は不明。
シャア・アズナブルのズゴックと共に4機のアッガイでジャブローに潜入。ジムの量産化を確認した後、二手に別れシャア、クラフトと共にホワイトベース破壊工作に向かうが、連邦軍に発見され銃撃に追われる。直ちに脱出を図るが、ガンダムに撃墜されている。劇場版では61式戦車にアッガイの背中を撃たれて戦死している。漫画『機動戦士ガンダム THE ORIGIN』ではジャブローへの潜入作戦には参加せず、内部へ潜入した隊員の撤収を待っている間にジムと遭遇。交戦するも、ジムによって撃破されている。
曽野由大の漫画『アッガイ博士』では、同じ外見をしている兄が登場する。「アカハナ」と呼ばれており、フルネームは不明。軍からスウィネン社にテスト・パイロットとして出向しており、階級は曹長。ダイエットに成功すると別人と見間違える程の美形になるが、赤鼻はそのまま。プロトタイプアッガイの他、全MSメーカーによる水陸両用MS競技会ではジオニック社の水中用ザクに搭乗している。最終話（14話）「アッガイ燃ゆ」において、『アッガイ博士』に登場していたアカハナが兄であり、ジャブロー攻略作戦に参加したのが弟だと明らかにされた。
小説版では、ムサイ艦長のハマン・トラッム大尉が「赤鼻」と表記されている（ドレンはシャアの副官）。ビジュアルがないため関連は不明だが、シャアとは互いに嫌いあっている。

### アコース
Acous
声 - 森功至（テレビ版・第12話） / 鈴置洋孝（テレビ版・第16話、スーパーロボット大戦シリーズ） / 藤本譲（劇場版II） / 植村喜八郎（特別版、ゲーム「機動戦士ガンダム 一年戦争」） / 緒方賢一（ギレンの野望シリーズなどのゲーム作品）
ランバ・ラルの部下で階級は少尉。第12話で初登場し、ザクIIを駆ってラルのグフを援護した。第16話にて再びザクで出撃するも、ラルがザクを分散させ過ぎたため孤立してしまう。そして、アムロ搭乗のガンキャノンと交戦中にマシンガンの残弾確認を怠って弾切れを起こす。狼狽したところ、キャノン砲の直撃を受けて撃破される。
漫画『機動戦士ガンダム THE ORIGIN』では、敵が数だけの旧式機しかいないと判断し（ガンダムはラルが相手していた）、一人で格闘戦を仕掛けるが集中攻撃を受け撃破される。初版以後「アコーズ」と誤記されていた時期があった。

### アサクラ
声 - 広瀬正志（テレビ版） / 島田彰（劇場版III） / 亀井三郎（CDドラマ『機動戦士ガンダム0083 STARDUST MEMORY 宇宙の蜉蝣』） / 北川勝博（特別版、ゲーム『SDガンダム GGENERATION』シリーズ、ピクチャードラマ「宇宙の蜉蝣2」）
ジオン公国軍の技術将校で階級は大佐。一年戦争末期には、ギレン直轄下で密閉型コロニーの一つ「マハル」を再利用したソーラ・レイ建設・管制の責任者を務め、ギレンの指示に従って作戦時間21:05にゲル・ドルバ照準でソーラ・レイを発射した。当時のジオン公国軍の暗部に多く関わっており、戦後は責任の隠蔽・転嫁に奔走したのちに、自身はアクシズへ渡った。
テレビ版制作時点ではデザイン画が存在しなかったため、劇場版III制作の際、安彦良和によりTV版のビジュアルに準じたデザイン画が描かれた。安彦の漫画『機動戦士ガンダム THE ORIGIN』では、眼鏡に小太りの平凡な技術士官らしい中年男のデザインに変更されている。全く動じずにギレンに従っていたテレビ・劇場版とは異なり、言動には小心さが目立ち、緊張から額に汗しながら使命を果たしていた。
『機動戦士ガンダム0083 STARDUST MEMORY』のCDドラマでは、キシリアの突撃機動軍に属する海兵上陸部隊（シーマ艦隊）の艦隊司令官として登場するが、彼自身は軍内部の派閥上ではギレン派に属しており、この人事に不服だったらしい。編成された艦隊要員がマハル出身の無頼の徒で占められていた事も役職への忌避感を深め、艦隊運用に当たっては自身を遙任とし、代理司令官としてシーマ・ガラハウを置いた。

### イリューシン
声 - 古川登志夫
ハモンによるラルの弔い合戦に参加した兵士で、出撃時にハモンから3番目に声をかけられていた。

### イワノフ
声 - 古川登志夫
マッドアングラー隊の一員で巨漢。シャア達とジャブローに潜入した特殊工作部隊の一人。シャアとは別行動のグループでアッガイ内で待機していた。その後、銃撃に追われたシャアの要請で、61式戦車を撃破して陽動し脱出を援護する。その後、直ちにジャブローからアッガイで脱出を図るもガンダムのビームライフルで撃ち抜かれて戦死。劇場版では赤鼻のみが戦死しており、彼を含め他の潜入工作員は無事に脱出に成功した模様。

### ウラガン
声 - 戸谷公次 / 佐藤正治（劇場版II） / 幹本雄之（特別版） / 保村真（劇場アニメ『ククルス・ドアンの島』） / 山下タイキ（『GQuuuuuuX』）
ジオン公国突撃機動軍所属で、身長190センチの大柄な軍人。階級は第16話で少尉と名乗るが、設定画では中尉と書かれている。マ・クベの副官として常に付き従い、雑務をこなしていた。マ・クベとは長年にわたるつきあい。20話でマ・クベの指示でランバ・ラルにドムが届かないと虚偽の報告をした際に、愚直に任務を遂行する覚悟を示すラルを「戦馬鹿（いくさばか）」と心の中で冷笑していた。
テキサスコロニーでの戦闘でマ・クベが戦死し、彼が「良い物」として寵愛していた白磁の壺をキシリアの元に届けるよう託されるが、マ・クベ戦死直後に周辺宙域でデラミンの指揮下に入る。ホワイトベースへの先制攻撃を進言するも、バロムの到着を待ち満を持してホワイトベースを攻撃するというデラミンによって退けられる。その後、バロムのチベがワッケイン艦隊と交戦していると知り、救出に動いたところを逆にホワイトベースに先制されて均衡は一気に崩れ、デラミン艦隊は全滅、彼も戦死した。結局、マ・クベから託された壺は、キシリアの元に届くことはなかった模様。
劇場版ではマ・クベが戦死しない関係で彼も戦死していない。劇場版基準の漫画『機動戦士ガンダム C.D.A. 若き彗星の肖像』では、一年戦争終結後のマ・クベに随伴した様子もなく、消息は不明。漫画『機動戦士ガンダム バンディエラ』ではマ・クベに付き従いグラナダ基地で登場する。『バンディエラ』でのマ・クベはソロモン増援艦隊を率いて出発した後に戦死した報があるがウラガンの消息は不明。
漫画『機動戦士ガンダム THE ORIGIN』では、グフ中隊を率いてギャンで殿を務めたマ・クベから壷を託され、宇宙へ逃れた。その後、特別編「アムロ0082」においてジオン残党組織「ウラガン中隊（カンパニー）」の指揮官として登場、マ・クベの弔い合戦と称して山陰地方で旅行中のアムロ暗殺を命じるが、連邦の工作員らの防御網を前に完敗。最後の手段として鳥取砂丘下に隠したギャン（の粗悪なレプリカ）を使用するが自壊してしまい、「量産するなと言っていたギャンを再び作った愚か者」と幻影のマ・クベより冷笑を浴びせられ昏倒した。

## カ行

### ガデム
声 - 水鳥鐵夫（テレビ版、劇場版I） / 鈴木泰明（特別版）
ジオン公国軍の士官で階級は大尉（『THE ORIGIN』では少佐）。百戦錬磨の猛者だが、高齢のため最前線からは退き、補給部隊にて後方を支えていた。ファルメル（シャア専用ムサイ）への物資及びモビルスーツの補給任務中にホワイトベースからの襲撃を受けるが、ザクIで出撃してザクIIおよび補給物資を放出し、補給任務を遂行する。その後、自艦パプアを沈められた為憤激し、単身でガンダムに挑む。
ガデムの搭乗した旧ザクは武器を持っていなかったが、戦闘では射撃の回避、および格闘戦でのショルダータックルを見舞うなど、歴戦の経験から来る能力の高さを見せる。しかし、ガンダムの性能の高さのためダメージをほとんど与えることが出来ず、逆にビームサーベルで機体を切断される。脱出しようとしたが間に合わず、機体が爆発して戦死した。なお、『機動戦士ガンダム THE ORIGIN』では展開はほぼ同じだが、ガンダムではなくカイ・シデンが乗るガンキャノンに戦いを挑んでいる。「MS格闘の草分け」と自称し勇猛に戦いカイを圧倒するが、直後ガンタンクの至近弾を受け戦死。
劇場版では、ドズルの命令でシャアのムサイへ補給に来ただけで戦死しない。
漫画『GUNDAM LEGACY』では、一年戦争の開戦前、サイド3のコロニーの1つである「キンツェム」において、ザクIに搭乗し反ザビ家派のテロリストと戦った過去が明かされるが、その時に戦友の整備士であるゴードンを失っている。ただし、この作品は公式な設定という訳ではない。
漫画『鋼鉄の処女2』（海明寺裕、サイバーコミックス No.31掲載）では、ザンジバル級の艦長として登場する。ただし、この作品は公式な設定という訳ではない。

### ガバラ
声 - 玄田哲章
ガルマ配下のMSパイロット。ザクに搭乗する。ザク・マシンガン、マゼラトップ砲、ドップの機銃による一斉集中砲火をガンダムに浴びせる作戦を取るが、反撃に転じたアムロの前にザクの頭部の動力パイプを掴まれ、引きちぎられた。衝撃で背後のマゼラアタックに倒れ込み、もろともに爆死。劇場版には登場しない。本編中のカットインのみで安彦良和による設定画は存在しない。

### カラハ
声 - 二又一成 / 佐藤正治（劇場版II）
ヒゲ面の豪快な男。肩を上下させる特徴ある笑い方をする。ズゴックのパイロットを務め、ゴッグよりズゴックの方が性に合うと評価した。ハヤト・コバヤシのガンキャノンを圧倒するが、カイ・シデンのガンタンクとアムロ・レイのガンダムのコンビプレーによって機体をビームサーベルで真っ二つにされ、戦死。とはいえ、ガンダムからの不意を突いた斬撃に敏感な反応を見せたり、ビームライフルの至近距離射撃をかわすなど、相当な腕前だった。
『ORIGIN』では、ゴッグのパイロットとして登場。シャアを呆れさせたりブーンを困惑させるなど、かなりのお調子者に描かれている。最後はカイの改修型ガンキャノンによって撃破される。
ウェブコミック『機動戦士ガンダム フラナガン・ブーン戦記』では「ナーガIII」隊所属で、同隊がマッド・アングラー隊に編入されてからは、水測長としてソナー室に勤務する。

### カヤハワ
声 - 古川登志夫
ジオン公国宇宙攻撃軍コンスコン機動艦隊に所属するMSパイロット。そばかすが特徴的。リック・ドムに搭乗し、サイド6パルダ・ベイに潜入しての先行偵察任務に就いていた。ペルガミノの浮きドックへ入る木馬を発見し、コンスコンへ信号弾を発して知らせた。劇場版ではコンスコンの発言中で名前を呼ばれている。「非・安彦デザイン」キャラの一人。
雑誌「ガンダムエース」に掲載された介錯の漫画『ジオン少女物語』では、同じコンスコン隊に所属し、第一波の戦闘で失われたリック・ドム部隊の隊長ツェーンと終戦後に結婚する予定であったとされる。ただし、この作品自体は公式設定という訳ではない。

### カンプ
声 - 戸谷公次 / 沢木郁也（劇場版I）
偵察機ルッグン（コールサイン=ホットドッグ）に搭乗する兵士。パトロール中にリュウのコア・ファイターと戦闘し被弾、何とか前進基地へ逃げ込もうとするも基地の目前で墜落し死亡。劇場版にて名前が付与された。

### ギーン
ランバ・ラル隊のザクのパイロット。ラル隊がコズンとアコースを失った後に、マ・クベの鉱山基地に援軍としてステッチと共に登場した。ラル隊がキュイからホワイトベース後部へ乗り移って白兵戦を仕掛ける作戦では、ザクに搭乗してホワイトベース前方で囮役として出撃した。セイラの搭乗したガンダムと善戦していたが、アムロの操作する機銃に気をとられ、セイラからビームライフルでザクの頭部を破壊された。その後は登場しない。劇場版では同僚のステッチのようなビジュアル設定やカットインの追加は全くなかった。

### キャリオカ
声 - 二又一成 / 沢りつお（劇場版II）
階級は軍曹。ブーンと共にベルデ漁業組合員に変装し、ホワイトベースへ潜入する。ブーンからは、ジオン訛りが強過ぎるので喋らないように命令される。任務を果たしてまもなくブーンがグラブロで戦死したため、ホワイトベースへ乗り込んで生還した唯一のジオン兵となった。
『フラナガン・ブーン戦記』でも、マッド・アングラー隊の一員として登場する。

### ギャル
Giyal
声 - 二又一成
TVシリーズ14話に登場。劇場版には登場しない。クワラン、ソルらと共に地方の小基地に所属するMSパイロットで階級は軍曹、年齢は19歳。冒頭の慰問シーンでマジシャンが出したハトに補給線が延びきってしまい十分な物資が届かないことを八つ当たりしている。クワランが有志を募って実行された肉弾作戦において唯一のMS乗りとして囮役を務め、ザクIIで補給を終えて帰還するマチルダのミデアに銃撃を加え、アムロをおびき出す。アムロの操縦するガンダムと交戦して生還した数少ないモビルスーツ乗り。
第8話でも、ホワイトベースを襲撃するマゼラアタックのパイロットがドップに搭乗する同名のパイロットに援護を要請する台詞があるが、同一人物かは不明。
漫画『機動戦士ガンダムU.C.HARD GRAPH 鉄の駻馬』では、早くからクワランと共にあり、南極条約締結のニュースを聞きながら、早期終結の失敗とレビルの演説に関して会話している。最後はオデッサに転属となっており、その後は不明。

### ククルス・ドアン
声 - 徳丸完（テレビ版、『ギレンの野望 独立戦争記』『機動戦士ガンダム0079カードビルダー』） / 戸谷公次（『独立戦争記』以前のギレンの野望シリーズ） / 乃村健次（『機動戦士ガンダム オンライン』『機動戦士ガンダム エクストリームバーサス』シリーズ） / 武内駿輔（劇場アニメ『ククルス・ドアンの島』）
とある島に住む脱走兵。地球侵攻の折、自分の操縦するザクIIのマシンガンによる攻撃で意図せず子供達の親を殺してしまう。その後に子供たちをも殺せと命じられたが、従わずに軍を脱走。孤島にその子供たち（タチ、クム、チヨ）およびロラン・チュアンと一緒に住み、農作業に勤しみつつ面倒を見る。その間も子供達の親を殺してしまったことで夜ごと悪夢にうなされ苦しむ。
ザクIIを所有しており、作中ではそれを用いて島に近づく者は連邦・ジオンを問わず強制武装解除させていた。巧みな操縦によりアムロのコア・ファイターが撃ったミサイルを投石で撃墜したり（このミサイルの爆発でコア・ファイターも不時着している）、武器を持たずに追っ手のザクに格闘戦を仕掛け、ザク・マシンガンに耐えつつ正拳突きでコクピットを直撃・撃破するという戦いぶりを見せた。その後、アムロはガンダムでザクを海に沈めて処分。ドアンは怒る子供達をなだめつつ、戦いから解放してくれたアムロに感謝している。
ドアンが登場するテレビアニメ第15話「ククルス・ドアンの島」は、本編の中でも特に本筋から外れた番外編としての要素が強い内容となっており、劇場版では削られ、北米向けテレビシリーズビデオソフトでも未収録である。漫画『機動戦士ガンダム THE ORIGIN』でも採り上げられず、サイン会にて安彦良和は捨て回に過ぎないと語っているが「いい話」だとは認めている。
テレビ版15話の前日譚を描いたおおのじゅんじの短編漫画「機動戦士ガンダム ククルス・ドアンの島 ―ドアンとロラン―」（『ガンダムエース』2022年8月号付録『ククルス・ドアンエース』に掲載）では、反ジオン軍勢力のゲリラを掃討する「焦土作戦」に参加したあとに脱走、怪我をして台湾で動けなくなっているところを車で通りかかったロランに助けられる。ロランとともに連邦軍の支配圏行きの難民船に乗るが、ジオン軍とゲリラとの戦いに巻き込まれ、ロランや同乗していた子供たちが海に投げ出される。ドアンは海に飛び込んで彼女らを助け、救命ボートで無人島に流れ着いたのが8月半ばとされる。ドアンの日記には、いずれ子供たちに正体を打ち明けて島を去らなければならないこと、その前に子供たちが島で暮らしていけるよう井戸や畑を整備しておくことが記されている。なお、所有しているザクは島の上空で起きた戦闘の際に海に落下した機体を引き上げたものとされる。
2016年から2019年にかけて、『機動戦士ガンダム THE ORIGIN』をベースとしたおおのによる漫画『機動戦士ガンダム THE ORIGIN MSD ククルス・ドアンの島』が『ガンダムエース』に連載された。
2022年には、安彦の監督による劇場アニメ『機動戦士ガンダム ククルス・ドアンの島』が公開された。テレビ版第15話の翻案であり、こちらも『THE ORIGIN』の設定に準拠しているが、上記漫画とは直接の関連はない。同作でドアンはサザンクロス隊の元隊長であり、「シャアかドアンか」と言われるほどの腕前をもつMSパイロットとされており、専用機とはいえ実際に性能で劣る「ドアン専用ザク」でサザンクロス隊の複数の高機動ザクを携行しているヒート・ホーク1本のみで圧倒した。
上記劇場アニメの小説版によれば、教会の孤児院の出身であり、開戦前には傭兵稼業を営む。妻は生まれつき聴覚障害があり、居眠り運転のエレカにはねられそうになったところを偶然ドアンに助けられたことで知り合う。宇宙世紀0075年に囚人護送艇「オーリダ」からとある青年を相棒のエグバ・アトラーとともに救出した功績によりジオン共和国の正規軍人に任官され、それを機に妻と生まれた息子とともにサイド3に移住する。開戦によりサザンクロス隊はMS試験運用部隊から遊撃部隊となり、ブリティッシュ作戦では地球侵攻部隊配属を条件にGGガス（毒ガス）を積載した接合ユニットを牽引する軍艦の護衛任務にも就いている。作戦終了後から妻とは音信不通となるが、半年後に遅配された手紙から妻と子がサイド3から引っ越していたこと、その引っ越し先がブリティッシュ作戦の標的となったコロニー「アイランド・イフィッシュ」であったことを知る。さらに0075年にドアンらが救出した青年がGGガスの開発者であったことをウラガンから聞かされ、強く打ちひしがれる。翌日の戦場で見たロペの姿が息子と重なり、体が勝手に反応して彼を救出し、最前線から逃亡する。

### クラウン
声 - 飯塚昭三 / 戸谷公次（劇場版I） / 佐々木誠二（特別版）
シャアの下、同僚のコム、ジェイキューらと共に大気圏突入直前のホワイトベースに戦いを挑む。ホワイトベースの激しい銃撃で接近できずにいたところをシャアから「接近して叩け」と厳しく叱咤されている。その後、ガンダムと戦闘状態となり、シャアの撤退勧告を聞き入れずに戦闘を続けた結果、コムサイに戻れないまま大気圏へ突入してしまう。クラウンはシャアに助けを求めながら搭乗するザクIIと共に燃え尽きた。シャアは「無駄死にではない」とガンダムを道連れにしたことを称えたが、ガンダムは無事に大気圏を突破してしまう。しかし南米ジャブローに直接向かうはずだったホワイトベースはジオンの勢力圏内である北米に降下し、満足な補給も受けられず苦戦することになる。
なお、これ以降のガンダム作品において「大気圏突入直前での戦闘」は定番のイベントとなる。彼のザクは左肩のスパイクが4本になっているが、現在に至るまで公式な設定として取り沙汰されていない。

### クラフト
声 - 二又一成
マッドアングラー隊の一員で、ジャブローに潜入した特殊工作部隊の一人。ジャブローからアッガイで脱出しようとしたが、ガンダムのビームサーベルでアッガイを背後から真っ二つに両断され戦死。なお、劇場版では赤鼻のみが戦死しており、彼を含め他の潜入工作員は無事に脱出に成功した模様。

### クランプ
声 - 戸谷公次（テレビ版・第12話） / 飯塚昭三（テレビ版・第17話） / 塩沢兼人（テレビ版・第16・19・20話、スーパーロボット大戦シリーズ） / 龍田直樹（劇場版I） / 二又一成（劇場版II） / 松本大（特別版） / 近藤浩徳（THE ORIGIN）
ランバ・ラル隊の副隊長で階級は中尉。ラル同様ゲリラ戦の専門家でラルやハモンの信頼も厚い。ガルマの仇討ち部隊として、ザンジバルやギャロップでクラウレ・ハモンと共に指揮を執る。本来は彼が隊の副官であるが、彼はハモンを立て補佐役に徹している。降下してきたザンジバルが継続使用を許されず取り上げられたことに対しては不快の念を隠そうともしていない。
ソドンの町では、ラル隊の他の面々と共に、アムロ・レイに対して好意的に接する。その後、ラル隊を快く思わないマ・クベの作為によって補給が滞り、ラルは独力でホワイトベースに乗り込んで白兵戦を挑むことを決断。クランプも「兵達も喜びます」と賛成する。
この戦いでは、初めての白兵戦で混乱するホワイトベースクルーの隙に乗じてキュイからパーソナルジェットで取り付き、ブリッジの風防へ時限爆弾を仕掛ける。その時、窓の向かい側で彼に食ってかかるキッカ・キタモトを見て、軍艦に子供がいることに驚き、ガラス越しにミライ・ヤシマへキッカを連れて避難するよう促し、いかにも人間味のあるラル隊の一員らしい行動をとる。爆破で風防を破った後、ホワイトベース内部へ侵入しようとしたが、内側からの銃撃を浴びて戦死する。
プラモデル『U.C.HARD GRAPH 1/35 ジオン公国軍ランバ・ラル独立遊撃隊セット』の一部として立体化された。
『機動戦士ガンダム THE ORIGIN』では、開戦前の予備役時代はハモンの店「エデン」でバーテンダーを務めており、ラルとも長い付き合いであることが描かれている。漫画『ラル飯 ～ランバ・ラルの背徳ごはん～』では、それ以前はムンゾ防衛隊に所属し、そこで理想の上官と呼ぶにふさわしいラルに出会うも、のちに退役したとモノローグで語られる。
『MSV-R 虹霓のシン・マツナガ』では、ラルたちとともに、レビル将軍奪還のためにサイド3に侵入した連邦軍工作員と、内通してクーデターを画策するダイクン派の動向を探っている。クーデター鎮圧の際には、2班に分かれたランバ・ラル隊の一方の指揮をとり、占拠された基地内のMS奪取に成功する。

### クリンク
声 - 池田勝
マ・クベの配下で、階級は中尉。グフとドダイYSの連携運用部隊の隊長でドダイYSの機長。ヘイブのグフを乗せたドダイから部隊の指揮を執り、マチルダ・アジャンのミデア編隊を襲撃した。ガンダムに空中換装する前にアムロのコア・ファイターを撃墜しようとした瞬間、逆にカイのガンキャノンから対空砲撃を受けて撃墜された。劇場版には登場しない。

### クワラン
Cuaran
声 - 市東昭秀
TVシリーズ第14話に登場。劇場版には登場しない。
地球方面軍の独立パトロール隊に所属し、階級は曹長。年齢は19歳。地球の環境（昼夜の温度差や害虫）に慣れず、戦功を立ててジオン本国に帰りたいと不平を口にしている。連邦軍のモビルスーツの噂を耳にすると、戦功のために有志を募り大胆な強襲作戦を企てる。なお「隊長」と呼ばれる上官は作戦について黙認の形をとっている。
ギャルのザクIIの陽動でガンダムをおびき出し、ワッパで奇襲を行い、時限爆弾をセットすることに成功する。ガンダムへの取り付けの困難さを想定しタイマーを30分に設定していたが、予想外に簡易に取り付けられたため排除する時間的余裕を与えてしまうことになり、オムル・ハングの指示を受けて作業するアムロ・レイによって、時間ぎりぎりですべて排除されてしまう。クワランらはその様子を遠くから監視していたが、いつ爆発するとも知れぬ爆弾を命懸けで外した「馬鹿」の顔を見るため、処理を終えて一息つくホワイトベース隊に、仲間と共に民間の青年団を装って現れ激励するなど、最後まで大胆不敵であった。
なお、第14話の冒頭でクワランらジオン兵が見ていたレクリエーション部隊のマジシャンは『無敵鋼人ダイターン3』に登場したコマンダー・エドウィンと同じ容姿である。
プラモデル『U.C.HARD GRAPH 1/35 ジオン公国軍 機動偵察セット』の一部としてワッパとともに立体化された。ただし、ノーマルスーツはフライトスーツにアレンジされている。
夏元雅人の漫画『機動戦士ガンダムU.C.HARD GRAPH 鉄の駻馬』は、クワランを主人公とした作品。第4地上機動師団908機動偵察中隊第二小隊所属とされる。基地の長距離無線を無断使用して物資を都合する不良下士官であるが、仲間を護り生きて宇宙に帰るために戦う様子が描かれている。最後はオデッサに転属となっており、その後は不明。

### ケージ
声 - 龍田直樹
カンプと共に偵察機ルッグン（コールサイン=ホットドッグ）に搭乗する。パトロール中にリュウのコア・ファイターと戦闘し被弾、何とか前進基地へ逃げ込もうとするも基地の目前で墜落し死亡。劇場版にて名前が付与された。

### ゲビル
声 - 飯塚昭三 / 佐藤正治（劇場版I） / 麻生智久（特別版）
第6話で声と名前のみ登場。ジオン公国地球方面軍の戦闘機パイロット。ガルマのもとでドップ小隊を預かる。途中でハンブルと声が入れ替わってしまっていた。第40話では、容姿がバタシャムに流用されている。

### コーカ・ラサ
声 - 二又一成 / 戸谷公次（劇場版II）
階級は曹長でゴッグのパイロット。ブーンの命令でシャアの到着前にホワイトベースを沈めるべく、マーシーのゴッグと共にベルファスト基地を襲撃する。機雷網を平然と突破できたゴッグの重装甲に感嘆するが、上陸直後にマーシー機を撃破されたために海中へ退き、得意の海中戦に持ち込む。ガンダムのメインカメラにダメージを与えるなど善戦したが、ガンダムの二刀流ビームサーベルで自機のモノアイを潰され、機体を切り裂かれて戦死した。
劇場版ではベルファスト侵入後に姿を見せなくなり、セイラ・マスのコア・ブースターによるゴッグ撃破シーンはあるものの、ラサ機であるかは不明。なお、テレビ版では「ラサ曹長」としか呼ばれておらず、「コーカ」は劇場版にて付与された名である。

### コズン・グラハム
Cozun Graham
声 - 田中崇（テレビ版・第12話） / 戸谷公次（テレビ版・第16・17話） / 兼本新吾（劇場版II） / 青山穣（特別版） / 宝亀克寿（ギレンの野望シリーズ） / 丹沢晃之（THE ORIGIN）
ランバ・ラル隊の一員で階級は少尉。同隊のザクIIのパイロット。第12話で初登場後、第16話で再びラルと共にホワイトベースを攻撃し、その際にセイラの乗るガンダムを追い詰める。しかし、アコースを撃破して駆けつけたアムロのガンキャノン（『THE ORIGIN』ではカイのガンキャノン）によって乗機が転倒したことから、コクピット内で昏倒した。そのまま機体ごと捕獲されて捕虜となったことにより、ジオン兵で初めてホワイトベースへ搭乗した人物となる。
食事を渡しに来たセイラにシャアの消息を訊ねられ、「失脚し故郷に帰った」と伝える。第17話ではスキを見て奥歯に仕込んだ爆薬で独房の鍵を破壊し、ホワイトベースからの脱走を試みるが、同様に独房入りしていたセイラをジオン関係者と思って脱走に誘うもそれを断った彼女の通報で脱走が発覚し、第2通信室から無電でホワイトベースの戦力に関する情報を送信した。最終的にはパーソナルジェットで逃げようとしたところ、オムルが放ったロケット弾の爆風でドアごと吹き飛ばされ、死亡した。
漫画『機動戦士ガンダム THE ORIGIN』では、ルウム戦役にもザクパイロットとして参戦しており、バズーカで次々と戦艦を撃沈したシャアに自分の予備弾を譲ろうとするも「余計な心配をせずにラルの分も働け」と戒められるシーンがある。しかし、後に捕虜になってセイラと会話するシーンでは「ルウムでのシャアの活躍を知らない」と述べている。
『MSV-R 虹霓のシン・マツナガ』では、ランバ・ラル隊の一員として、ダイクン派のクーデター鎮圧の際に占拠された基地内のMS奪取の任に就く。

### ゴダール
第28話に名前のみ登場。ズゴックのパイロット。潜行しつつ浮上して頭部ミサイルを発射した後、再び潜行という攻撃パターンでホワイトベースを攻撃するが、ハヤトのコア・ファイターを狙って水中から跳躍した瞬間をセイラのGファイター（劇場版ではコア・ブースター）にビームキャノンで撃たれ、爆死。なお、ズゴックの撃破シーンは第29話でジッタルの戦死シーンに流用された。
『フラナガン・ブーン戦記』では、大柄な容貌で描かれた。ナーガIII隊所属で、隊長のフラナガン・ブーンをはじめ地球生まれの隊員を蔑視する。酒場でブーンに「模擬戦」と称した喧嘩を吹っ掛け、一方的に殴り続けるが、バックドロップの一撃で逆転負けを喫する。常にマシューと行動をともにしている。また、ブーンにMSの模擬戦で勝利したシャアの戦いぶりを冷静に分析し、評価している。のちにマッド・アングラー隊に編入されるが、嫌われ者となり寝込みを襲われて殴られたりしている。

### コノリー
声 - 二又一成 / 沢りつお（劇場版II） / 河合義雄（特別版）
ユーコン副長。民間人に変装して自転車を盗み、ミハル・ラトキエと接触（その際にミハルとの間で用いた符牒は「こんにちは、お急ぎですか」「いや別に急いでませんよ」）し、ホワイトベース潜入用の連邦軍制服と報酬を手渡す。スパイ107号がミハルのような少女だとは思っていなかったようで驚くが、弟妹のために引き受けた彼女に「偉いな」と声をかけ、原隊へ復帰していった。その後の去就は不明。
『フラナガン・ブーン戦記』では、ナーガIII隊所属で、同隊がマッド・アングラー隊に編入されてからは副長を務める。

### コム
本作においてこの人名は2名登場している。
コム（5話に登場）
声 - 玄田哲章
厳つい顔で巨漢のジオン兵。5話にて、シャア率いる部隊の一員として大気圏に突入するホワイトベースを狙って攻撃をかける。ガンダムのハイパーバズーカの直撃でザクマシンガンを失う。続いて左手にヒートホークを持ちシャアのザクとガンダムを挟み撃ちにしようとする。しかし、アムロのガンダムが振り回したガンダムハンマーが乗機の左わき腹に直撃。戦死した。
劇場版にも登場するが、新たなガンダムハンマーのシーンの原画が描かれたにもかかわらず、シーンそのものがカットされ戦死の描写はない。しかし、シャアが大気圏突入中に行なったガルマへの通信でザクを6機失ったと報告していたことから、戦死したことが窺える。
漫画『機動戦士ガンダム THE ORIGIN』ではヨセフという名前で登場。大気圏突入時の戦闘では3名の中で唯一シャアと共に生存したが、後の地上戦にてガンダムにより背後から撃破される。
コム（8話に登場）
声 - 古川登志夫
痩せていて小柄なジオン兵。8話にて、偵察機ルッグン（コードネームはビッグ・ジョン）の副操縦士として登場。パーソナルジェットでガンペリーから脱出するフラウが接近してウインクしたのを見て、頬を赤らめていた若い兵士。その後ガンダムにルッグンを撃墜されて軽傷を負う。ホワイトベースから降りたペルシア夫人に傷の手当をしてもらったあと、バムロと共に原隊に復帰している。
劇場版には登場しなかったが、漫画『機動戦士ガンダム THE ORIGIN』には登場している。

### ゴロ
声 - もりしげき
ファルメルの乗員でドレンと共にコムサイに搭乗し大気圏に突入した。劇場版Iにて名前を付与されたキャラの一人。

### コワル
Kowal
声 - 古川登志夫 / 村井雄治（『機動戦士Gundam GQuuuuuuX』）
ジオンの技術将校で階級は少尉。ブラウ・ブロの試運転中に故障したところへ運悪くパトロール中のGアーマーと遭遇。部下が先走って攻撃したためやむなく戦闘になる。オールレンジ攻撃を展開するも本調子には程遠く、ボルトアウトしたガンダムのビームライフルに搭乗していたブラウ・ブロの左半分を撃ち抜かれ、戦死。
テレビアニメ『機動戦士Gundam GQuuuuuuX』では、第1話から登場し、宇宙世紀0085年では中尉に昇進している。技術士官として強襲揚陸艦ソドンに乗艦し、GQuuuuuuXの整備を担当している。

### コンスコン
Conscon
声 - 永井一郎 / 加藤治（劇場版III） / 渡部猛（特別版）/ 竹田雅則（THE ORIGIN）
ジオン公国宇宙攻撃軍コンスコン機動部隊司令官で、ドズル・ザビの腹心の一人。階級は少将。キシリアがシャアを重用していることに反感を抱いたドズルの命令で地球連邦軍第13独立部隊（ホワイトベース）を攻撃するため、チベ級重巡洋艦1隻、ムサイ級軽巡洋艦2隻およびリック・ドム12機からなる機動部隊を率いて出撃した。
テレビ版では、サイド6付近において地球連邦軍第13独立部隊との間で2度にわたって戦闘を行っている。1回目はテレビ版第33話で、ホワイトベースがサイド6の戦闘禁止区域外に所在するペルガミノの浮きドックに入渠しようとして戦闘禁止区域外に出てきたところを襲撃。ペルガミノの浮きドックを戦闘に巻き込んで破壊し、ホワイトベースの修理という目的は妨害した。だが驚異的なニュータイプ能力を発揮し始めたアムロが駆るガンダムをはじめとする第13独立部隊の応戦によりムサイ級巡洋艦「クワメル」を失い、さらにリック・ドム12機も3分経たずに全滅。この時はシャアの指揮するザンジバルが飛来したため、ホワイトベース側が追撃を行わなかったことにより、窮地を脱することができた。
2回目はテレビ版第34話で、ムサイ級1隻、リック・ドム6機の増援を受けていた。サイド6での修理をあきらめ、覚悟を決めて出てきたホワイトベース側がサイド6の領空を示すブイを通過直後にコンスコン機動部隊の先手を取る形で攻撃を開始したことで早々にムサイ1隻を喪失。サイド6のテレビ局が生中継する中、ムサイとリック・ドム隊はまたも全滅。自身が座乗するチベ1隻となったコンスコンは、チベにホワイトベースへの特攻を命じるも、チベはガンダムのビームサーベル攻撃で轟沈し、彼も戦死した。テレビ版では、重巡洋艦1隻、軽巡洋艦3隻、モビルスーツ18機を失った計算になる。劇場版ではこれらの戦いは一つにまとめられている。
放映後、コンスコンはあまりに呆気ない負け方から、従来ガンダム関連の書籍などでは典型的な“無能な将”という形で紹介されることが多かったが、近年では「無能ではなくむしろ優秀であったが、それ以上に第13独立部隊の面々（特にアムロ）の成長が著しかったため敗れた」という設定に変わりつつある。彼の実力は実力主義者のドズルの元で少将として戦力を預かっている点からも推察でき、単艦の敵に対し戦力を出し惜しみせず、最初から持てる全戦力を投入する判断は戦術的にも極めて妥当なもので、彼が「戦術の常道」を踏まえる人物であったという証明になる。また、戦闘禁止区域外であることを盾にその存在価値からこれまで両軍が攻撃を控えてきたペルガミノの浮きドックを戦闘に巻き込んで破壊してホワイトベースの修理を妨害し、サイド6での修理をあきらめて出港したホワイトベースにサイド6領空内の先導を買って出たカムランの宇宙艇を傷つければ国際問題になりかねないことを考慮してサイド6領空内の早いうちからリック・ドムの威嚇飛行で引き剥がそうとするなど、少々乱暴な方法ではあるものの、シャア以上に戦争法規違反すれすれのところを見極めて駆け引きができる指揮官であることも表現されている（『機動戦士ガンダム THE ORIGIN』では、コロニーへの被害を考慮し攻撃を控えるなど良識ある一面も描かれている）。
ゲーム『機動戦士ガンダム ギレンの野望』シリーズでの南極条約締結の映像では、ジオン側代表の1人として出席している。
雑誌「ガンダムエース」に掲載された介錯の漫画『ジオン少女物語』では、第一波の戦闘で失ったリック・ドム部隊のパイロットの多くは女性であったとしている。その一人には彼が運営資金を寄付していた孤児院の卒院者らしき人物も含まれており、彼女に「（足長）おじ様」と呼ばれ抱きつかれ、赤面するシーンもあった。ただし、この作品自体は公式設定という訳ではない。
漫画『虹霓のシン・マツナガ』ではUC0079.9月に行われた連邦軍のソロモン攻略作戦「アンタレス作戦」の迎撃艦隊司令としてソロモンから出撃しており、この時も連邦軍に倍する迎撃艦隊を率いている。
なお、シャアがマスクを着用しているのを見て、「なぜ人前でも外さないのか?」とストレートに言及した唯一の人物である。
『愛と戦いのロボット 完全保存版』で発表されたアンケート「みんなで選ぶロボットアニメーションベスト100」では、「一番極悪な悪役・敵役は？」で第83位にランクインした。

## サ行

### サグレド
声 - 古川登志夫 / 徳丸完（劇場版II） / 西前忠久（特別版）
ランバ・ラル隊の一員で、ソドンの町で食事を取る時に歩哨に立っていた。アムロを探していたフラウをラルの元へ連行するが、ラルから彼女を放免するように言われたため、止む無く従う。
名前の呼称にサグレ、ザグレドなど揺れが見られるが、アフレコ台本を収録した機動戦士ガンダム台本全記録（日本サンライズ、1980）では該当人物は「サグレド」と記述されている。

### ジーン
声 - 曽我部和行 / 若本紀昭（劇場版I） / 森田順平（特別版） / 古川登志夫（ゲーム『GUNDAM 0079 THE WAR FOR EARTH』）
デニム率いる偵察部隊の一員。階級は伍長とされる。1話ではザクでサイド7へ侵入。地球連邦軍のV作戦によって製作されたモビルスーツ（MS）の部品を目の前に戦功を焦り、偵察任務を放棄し攻撃を仕掛ける。そしてアムロが偶然乗り込んだガンダムと対峙。史上初の「MS同士の戦い」を繰り広げるも、頭部の動力パイプを掴まれ引きちぎられる。その後デニムの指示でスレンダーのいるスペースコロニー出入口まで逃げようとするが、ガンダムのビームサーベルで背後から機体を真っ二つに切断され戦死。彼のザクはコロニーの壁に穴をあけるほどの大爆発を起こすが、後にメインカメラの映像記録が回収されている。
ゲーム『GUNDAM 0079 THE WAR FOR EARTH』ではザクのパイロットAとして登場（名前が出るのは日本語吹替版のみ）。
ゲーム『ギレンの野望』では、能力値はジオン軍の中でも最低クラスである。彼の独断専行は、ジオン軍全体の「実力・実績主義」「個々の戦闘力（モビルスーツの性能も含めて）は優秀だが、統率が悪くチームプレイが弱い」象徴として引き合いに出されることもある。
小説版では階級が上がり少尉となっている。アニメ版と違い功を焦ってコロニー内での戦闘を始めたのが上司のデニムとなっており、彼もやむなく攻撃参加せざるをえなくなる。その後ガンダムとの戦闘で正面からザクを袈裟斬りにされて戦死。
漫画『機動戦士ガンダム THE ORIGIN』の公式設定本の書き下ろしエピソードでは、威勢はいいもののシャアのような強者の前では借りてきた猫になるといった性格の弱さを露呈している。階級は兵長より。
テレビアニメ『機動戦士Gundam GQuuuuuuX』での登場は無いが、作中で彼のザクが不調で偵察部隊から外されたことが語られていた。その後にシャアが鹵獲したペガサスの護衛任務からも外されていたことから、彼のザクの不調は解消されなかった模様。

### ジェイキュー
J.Q.
声 - 古川登志夫 / 二又一成（劇場版I） / 服巻浩司（特別版）
ジオン公国軍の兵士でザクのパイロット。ジェイスキュー、ジェインスキューとも。5話にて、シャア率いる部隊の一員として、地球への大気圏突入をする間際のホワイトベースに攻撃を仕掛ける。ガンダムがバズーカの弾丸切れを起こした隙に接近。ザクマシンガンの台尻で打撃を加えようと襲い掛かった際に、至近距離からガンダムのバルカン砲で撃たれた。ジェイキューはシャアへ助けを乞うも、ザクが爆発して戦死した。
漫画『機動戦士ガンダム THE ORIGIN』ではデュボワという名前で登場。大気圏突入時の戦闘にて、ガンダムのビームライフルにより撃破される。

### ジオン・ズム・ダイクン
Zeon Zum Deikun
声 - 長克巳（ゲーム『SDガンダム GGENERATION SPIRITS』） / 津田英三（THE ORIGIIN）
ジオニズムとニュータイプ論の提唱者であり、サイド3の独立運動の指導者。主要登場人物であるシャア・アズナブル（キャスバル・レム・ダイクン）、セイラ・マス（アルテイシア・ソム・ダイクン）の実父。
TVアニメ版38話の回想シーンに登場。『劇場版 機動戦士ガンダム III めぐりあい宇宙編』では、より詳しく描き直されている。
スペースコロニーへの宇宙移民が始まって半世紀以上が経ち、地球にとどまる特権を持つ人々いわゆるアースノイドとスペースノイドと呼ばれる宇宙移民の間で対立が深まる中でコントリズムを提唱、実践。地球からの自治権獲得を訴えて多くのスペースノイドから大きな支持を得た。また彼の提唱した宇宙に住む民（スペースノイド）が己の眠れる力を宇宙という環境の中で目覚めさせることで人は革新に至り、宇宙という広大無辺な時空を生活の場としようと欲した時、人は時空をのり超える力を自らが持たなければ生きられない。すなわち新人類『ニュータイプ』が生まれる」と予言した。
やがて、サイド3をジオン共和国として独立を宣言し、首相となる。彼の功績を記念し、ジオン共和国の首都は彼の名をとってズム・シティと命名された。しかし、宇宙世紀0068年にダイクンが“急死”すると、ジオン共和国はデギンを筆頭としたザビ家の独裁国家ジオン公国として台頭していくのだった。
遺されたダイクンの子供はザビ家の台頭により居場所を失ったためマス家の養子となりエドワゥ・マス、セイラ・マスと名を改め、数奇な運命を辿ることになる。
アニメーション劇中では人物像や生前の活躍についてほとんど描かれておらず（セリフもなし）、聖者のように描かれる程度であり、“急死”の真相についてもザビ家の陰謀論が可能性として挙がるにとどまったが、展覧会『富野由悠季の世界』において「ザビ家が暗殺した」と解説されている。また、富野が後年にアニメ『ファースト・ガンダム』そのもののダイジェスト版として著した小説『密会〜アムロとララァ』では、デギンがダイクンを殺害したことが明言されている。これらに加え、劇場アニメ『機動戦士ガンダム 逆襲のシャア』では、実子キャスバルが演説の中で「父ジオンはザビ家に暗殺された」と述べている。
アニメーション版とは展開が異なる小説版『機動戦士ガンダムIII』ではギレンの回想で触れられており、小説版としてのジオニズムとニュータイプ論の骨子となる演説も記載されている。ギレン・ザビからは「若き革新家」「二枚目であって情熱家。若い女性に一目ぼれさせる」と評され、一時はギレンも政治的・資金的な支援者として活躍したデギンを含めて心から尊敬したとされる。しかし、その後ギレンとデギンはジオンについて「アジテーターでしかない」と気づいてしまい、政治的に理想を実現させる人物ではなかったと見做される。宇宙世紀0065年にはダイクン派の二十万人が粛清され、ジオンもそれを認めざるを得なくなるなど政治力は衰え、その数年後に死亡したとされる。死の真相については、小説版ではギレンに「ジオン・ダイクンの死は当たり前のものではなかったのではないか」と語られている。
安彦良和が手掛けた『Another U.C.』の漫画『機動戦士ガンダム THE ORIGIN』では、軍拡路線を肯定するタカ派であり、非戦派のデギンと対照的な存在として描写されている。また自身をゴルゴダの丘で磔にされるイエス・キリストに例えるなど、狂的な自己愛を露わにしたカリスマという解釈で描かれている。首相以前はムンゾ大学の教授であったとし、学部長デギンらの配慮で大学内の時計塔内で愛人アストライアに第一子キャスバルを産ませるが、このときすでに息子の誕生を聖誕として演出しようとする自己陶酔者ぶりが窺える。『THE ORIGIN』での死因については、妻アストライアの回想によれば死去前夜のダイクンは極度に心身を疲弊していたとされ、側近のジンバによれば「ダイクンは「トリカブトと東洋の毒キノコを調合したモノを飲まされた」と主張していた。しかしインタビューで著者の安彦良和は「ダイクンはただ死んだのであってそれに対し陰謀説が一人歩きした」と語っている。

### ジッタル
声 - 二又一成
29話に声と名前のみ登場したジオン公国軍人。ズゴックに搭乗し、シャアと共に地球連邦軍の本部ジャブロー総攻撃に参加する。対空砲火を何とか潜り抜け着水したところへ、シャアの避けた魚雷が直撃。戦死した。

### シムス・アル・バハロフ
声 - 松沢和子 / 庄司宇芽香（GQuuuuuuX）
ニュータイプ用兵器開発部隊に所属するジオン公国軍の女性技術士官でブラウ・ブロの開発者。階級は中尉。航行テスト中に故障していたところを警戒飛行していたGアーマーに発見されたため、やむなく戦闘に入る。ボルトアウトしたガンダムのビームライフルでブラウ・ブロの左部分を撃破され、分離機構を持つ中央・右部分のみで辛くも離脱に成功する。その後、木星帰りのニュータイプ、シャリア・ブルをメイン・パイロットに迎え、自らは戦闘データ記録のオブザーバーとしてガンダムに雪辱戦を挑む。だがブラウ・ブロを撃墜され、今度は脱出する間もなく戦死した。
結い上げた髪に眼鏡が特徴的。出撃前にシャアとララァに会見し、フラナガン機関の秘蔵っ子と名高いララァに驚きつつも、彼女の普段着姿に難色を示して軍服の用意は無いのかとシャアに問いただしている。
ゲーム『機動戦士ガンダム U.C. ENGAGE』のイベント「0079ペッシェ・モンターニュ 〜序章 命、めぐりあいI〜」では、技術開発部からの支援要請としてグラナダを訪れ、フラナガン機関からニュータイプの素養ありと判断されたアシュレイ・ホーン大尉を「ビショップ計画」のテスト・パイロットとしてスカウトしようと説得する。その場では断られるものの、のちにアシュレイは計画に参加、その最中にシムスの戦死を知らされる。
漫画『機動戦士ガンダム THE ORIGIN』では、技術士官ではなく自らブラウ・ブロを駆るニュータイプ部隊長として登場。ア・バオア・クー防衛戦に参加し、ララァと張り合おうとするなとシャアにたしなめられる。セイラ・マスのジム重装甲型と交戦し、大破させるも相撃ちとなり戦死した。なお、初出時は髪型がおかっぱ頭になるなど容姿はやや若く描かれたが、のちに元のデザインに戻っている。
テレビアニメ『機動戦士Gundam GQuuuuuuX』では第6話より登場。宇宙世紀0085年では大尉に昇進しており、シャリア・ブルの要請を請け、グラナダからキケロガを伴いソドンに乗艦する。

### ジョイス
34話に名前のみ登場。コンスコン隊に所属するリック・ドムのパイロット。サイド6を出港するホワイトベースへ攻撃を仕掛けるが、厚い弾幕の前に機体を直撃されて戦死。

### ジンバ・ラル
声 - 滝雅也 / 茶風林（THE ORIGIIN）
ランバ・ラルの父であり、シャアとセイラの回想シーンにのみ登場する。ジオン共和国の創始者ジオン・ズム・ダイクンの側近。ダイクンの死後、政権を簒奪したデギンによってジオン公国が成立すると、その迫害を避けるためダイクンの遺児であるキャスバル（シャア）、アルテイシア（セイラ）とともに地球に逃れ、その保護者となった。彼は、ダイクンの死をデギンの陰謀による暗殺であると主張し続けてきた。また、キャスバルとアルテイシアに、ジオン・ダイクンの説いたニュータイプの思想について説明をしているセリフもある。劇中の回想シーンでは、好々爺然としたスマートで白髭を蓄えた老人として夫人とともに二人の遊び相手をしており、アルテイシアは親しみをこめて「爺や」と呼んでいる。
一方小説版ではザビ家への復讐を執拗に説くためアルテイシアから嫌われており、最終的に「子の不幸を親が望むでしょうか」とまで言われている。調査したランバ・ラルによると、一年戦争末期になっても地球で存命とされている。
漫画『機動戦士ガンダム THE ORIGIN』では小説版に近い設定で描かれている。デキン・ザビと同格ともいえるジオン・ズム・ダイクンの側近であり、ザビ家に追随するほどの権勢を有していたが、権力を簒奪したザビ家への憎悪に凝り固まった偏執狂的な老人として描かれており、息子のランバからも呆れられていた。ダイクンの死をザビ家による暗殺と主張しデギン・ザビと対立するも、サスロ・ザビを暗殺したと濡れ衣を着せられた結果、それを信じた民衆に屋敷を取り囲まれるなどして国民からの支持を喪失し、立場を失う。ランバの依頼によるクラウレ・ハモンとタチの手引きでキャスバルやアルテイシアと共に船荷に隠れてジオンを脱出。地球に降りてマス家で暮らしつつキャスバルに対し、人類のニュータイプへの覚醒やザビ家への憎しみを植えつける養育を施すが、アルテイシアは辛気臭い彼を嫌い、話を聞こうともしなかった。また、キャスバルとアルテイシアを引き取り養子としていたマス家の当主テアボロ・マスも幼い2人を無理矢理ジオンへの反攻に加担させようとする彼を強く非難した。しかし、その一方で彼らの亡命先はキシリアの諜報機関によって監視され続けており、アナハイムと手を結びジオンへ反攻を計画しているジンバを危険視したキシリアの命でマス家を暗殺者の一団が襲撃した際に、甲冑を着た暗殺者に刺殺された。

### ステッチ
声 - 塩沢兼人 / 稲葉実（劇場版II・特別版）
17話・19話に登場。ランバ・ラル隊の隊員で階級は伍長。コズンとアコースがいなくなった後にザクのパイロットとして登場した。劇中ではランバ・ラルと共に、ホワイトベースを攻撃。脚部に装着したミサイルポッドでガンタンクのキャタピラを破壊した。その後、ホワイトベースを真後ろから攻撃しようとして接近。それを察知したミライの機転によるエンジンの全力噴射を受け、その噴射熱でザクもろとも爆死した。
漫画『機動戦士ガンダム THE ORIGIN』では、ホワイトベースの天井に張り付いて攻撃するなどアニメ版のグフの役割りだった。アニメ版とは異なり生き残って、後にラルが白兵戦を挑んだ時にホワイトベースを攻撃するも、ガンダムによって撃破される。

### スレンダー
声 - 鈴木誠一（テレビ版・劇場版I） / 柳沢栄治（特別版） / 田中秀幸（機動戦士ガンダム PERFECT ONE YEAR WAR） / 中嶋聡彦（ギレンの野望シリーズ）/ 川原慶久（THE ORIGIN） / 稲垣拓哉（GQuuuuuuX）
階級は軍曹。1話にて、デニム・ジーンと共にザクIIでサイド7へ偵察に赴き、スペースコロニーの出入口付近でデニムから待機を命じられた。V作戦によるモビルスーツ開発施設を確認した後に、サイド内で戦闘を始めた二人のザクIIがガンダムに撃破されるのを目撃し、母艦のファルメルへ帰還した。この時点では、V作戦に最初に接触した3人のうち、唯一生き残ったパイロットであった。コロニー内での戦闘には参加していなかったはずだが、報告時になぜか腕を負傷して包帯で吊っていた。シャア自らサイド7への再偵察を行った際には、案内人として突撃隊員に指名されている。2話ではシャアを援護するために再度ザクIIで出撃し、ガンダムの未確認武装（ビームライフル）を視認してうろたえ、シャアから「当たらなければどうという事はない」と宥められるも、結局ビームライフルの直撃で乗機を撃破され戦死する。
テレビアニメ『機動戦士Gundam GQuuuuuuX』ではシャア・デニムと共にザクでサイド7へ偵察に赴き、スペースコロニーの出入口付近でシャアから待機を命じられた。ガンダムがシャアに鹵獲され味方機となったことで、V作戦に最初に接触した3人全員が生還している。その後、サイド7からの撤退時には、デニムと共に鹵獲艦ペガサスの護衛任務に就いている。
漫画『機動戦士ガンダム THE ORIGIN』では、階級は伍長で同僚のジーン（ジーンは兵長）よりも階級が上になっている。ガンダムの武器にうろたえることなくシャアの援護につき、ザクマシンガンでガンダムの足止めをするなど、アニメ版と比べると若干活躍している。また、デニムと同じくルウム戦役に参戦している。

### ゼイガン
声 - 永井一郎（テレビ版・第19話） / 鈴置洋孝（テレビ版・第21話） / 麻生智久（特別版、カードビルダー）
ランバ・ラル隊の一員。第19話にて、脱走したアムロ・レイを探しにやってきたフラウ・ボゥがバギーでホワイトベースへ戻るのをソドンの町からバイクで追跡し、ホワイトベースの位置を探り出し暗号を送る。偵察用バイク乗りで荒地や砂漠を物ともしないライディング技術を誇る。第21話でもホワイトベース襲撃前の偵察任務を敢行し、ホワイトベースがラルの白兵戦のダメージから兵力が落ちていることをクラウレ・ハモンとタチに報告する。
プラモデル『U.C.HARD GRAPH 1/35 ジオン公国軍ランバ・ラル独立遊撃隊セット』の一部として立体化された。

### セシリア・アイリーン
声 - 井上喜久子（『ギレンの野望』） / 豊崎愛生（『GQuuuuuuX』）
小説版が初出で、映像作品では劇場版『めぐりあい宇宙』に登場。
小説版では19歳とされ、ギレン・ザビの第1秘書を務める才色兼備の美女。ギレンとの肉体関係を示唆した描写もある。卑賤な生まれ育ちながらも、その傑出した才能がギレンの目に止まり抜擢される。モスグリーンの制服に身を包み、髪色はブラウン。終盤ではキシリアによるズム・シティ急襲を感知するなど、ニュータイプの片鱗をも覗かせている。
『めぐりあい宇宙』では、金髪を結い上げた赤い軍服の美女として安彦良和によってデザインされており、以降の外伝作品ではこれに準じている。なお台詞はない。
漫画『ギレン暗殺計画』では、サイド3で発生したアンリ・シュレッサー率いる首都防衛大隊の決起を口実に、反ギレン派勢力の排斥とキシリア・ザビの逮捕を画策するが、ア・バオア・クー戦終結直後に真相が露見し公安が逮捕。終戦後は連邦軍に引き渡され、その後の消息は不明とされている。
書籍『M.S.ERA』では、敗戦直後にギレンの事務室で連邦軍女性兵士によって武装を解除され、身体検査を受けるセシリアの写真（イラスト）が掲載されている。
ゲーム『ギレンの野望』では、プレイヤーがジオン公国を選択した場合には、セシリアがギレン（プレイヤー）のナビゲート役として登場する。
テレビアニメ『機動戦士Gundam GQuuuuuuX』でもギレンの秘書官として登場。チャップマン・ジロムと共にキシリアに対して高圧的な態度を取ったが、部屋に仕込まれていた気化毒によりギレン共々殺害される。

### ソル
Sol
声 - 塩沢兼人
TVシリーズ第14話に登場。劇場版には登場しない。
クワラン、ギャルと同じ前線基地に所属する若いジオン兵で、年齢は18歳。司令官直属の通信兵を務めている。
他のメンバーとは違って軍服の襟を常に正している。ガンダム破壊作戦の時にはクワランらとともにワッパに乗ってガンダムに時限爆弾をセットした。作戦失敗の後、地元の青年団になりすましタンクトップ姿でクワランたちと共にアムロ・レイを激励に現れていた。
プラモデル『U.C.HARD GRAPH 1/35 ジオン公国軍 機動偵察セット』の一部としてクワランとともに立体化された。その際、劇中で不明だった階級が「伍長」と設定された。
漫画『機動戦士ガンダムU.C.HARD GRAPH 鉄の駻馬』では、情報部志望で兵学校においてクワランの一年後輩とされている。最後はオデッサに転属となっており、その後は不明。